# حاجی‌حسن (میاندوآب)
حاجی‌حسن (میاندوآب)، روستایی از توابع بخش مرکزی شهرستان میاندوآب در استان آذربایجان غربی ایران است. 
نام پیشین این روستا باریکان بوده که در دوره فتحعلی‌شاه قاجار توسط مالک آن ‌حاج حسن بیگ مکری، به روستای حاج حسن تغییر نام داده شد.

## جمعیت
این روستا در دهستان مکریان شمالی قرار دارد و براساس سرشماری مرکز آمار ایران در سال ۱۳۸۵، جمعیت آن ۱٬۰۹۸ نفر (۲۵۰ خانوار) بوده‌است.